# Крестлајн (Калифорнија)
Крестлајн (енгл. Crestline) насељено је место без административног статуса у америчкој савезној држави Калифорнија.

## Демографија
По попису из 2010. године број становника је 10.770, што је 552 (5,4%) становника више него 2000. године.
| Група             | 2000.         | 2010.         |
| Белци             | 8.542 (83,6%) | 8.297 (77,0%) |
| Афроамериканци    | 81 (0,8%)     | 107 (1,0%)    |
| Азијати           | 60 (0,6%)     | 96 (0,9%)     |
| Хиспаноамериканци | 1.069 (10,5%) | 1.775 (16,5%) |
| Укупно            | 10.218        | 10.770        |